# Robin Harper

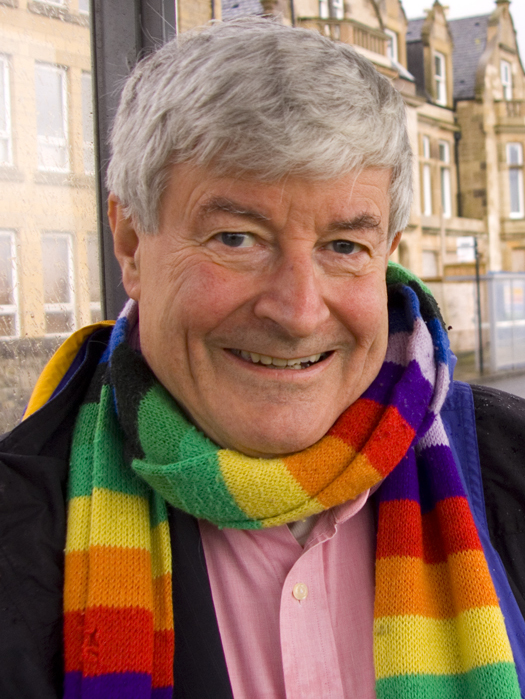
Robin Harper (2008)

Robin Harper (* 4. August 1940 in Thurso) ist ein schottischer Politiker und Mitglied der Scottish Green Party.
Harper besuchte die St Marylebone Grammar School in London und die Elgin Academy in Elgin. Er studierte an der Universität Aberdeen und der Heriot-Watt University. Harper war lange Jahre als Lehrer unter anderem für Englisch, Wissenschaften und Dramaturgie an verschiedenen schottischen Schulen sowie in Kenia tätig. Zwischen 2000 und 2003 hatte er die Position des Rektors der Universität Edinburgh inne und wurde 2005 zum Rektor der Universität Aberdeen gewählt.

## Politischer Werdegang
Erstmals trat Harper bei den Britischen Unterhauswahlen 1992 zu nationalen Wahlen an. Er bewarb sich um das Direktmandat des Wahlkreises Edinburgh Central, erhielt jedoch nur rund 1,6 % der Stimmen und verpasste damit den Einzug in das Britische Unterhaus deutlich. 1997 bewarb er sich um das Direktmandat des Wahlkreises Edinburgh Pentlands und erhielt 0,5 % der Stimmen. Zu den Neuwahlen für das Europaparlament im Wahlkreis North East Scotland im Jahre 1998 kandidierte er ebenfalls und konnte 1,7 % der Stimmen auf sich vereinen.

## Schottisches Parlament
Zu den ersten Schottischen Parlamentswahlen 1999 bewarb sich Harper um ein Listenmandat der Wahlregion Lothians. Infolge des Wahlergebnisses zog er als einziger Grünen-Politiker in Schottland in das neugeschaffene Schottische Parlament ein. Ab 1999 fungierte Harper als Parteichef der Scottish Green Party, zunächst alleine, dann zusammen mit Shiona Baird beziehungsweise Alison Johnstone. Außerdem war er Parteisprecher für Bildung, Jugendliche und Sport. Bei den Parlamentswahlen 2003 und 2007 verteidigte Harper sein Mandat und schied dann zum Ende der Legislaturperiode aus dem Parlament aus.

## Schriften
- Robin Harper (mit Fred Bridgland): Dear Mr. Harper – Britain's first Green parliamentarian. Birlinn, Edinburgh 2011, ISBN 978-1-84158-934-3